# カロリーネ・フレミング
カロリーネ・フレミング（Caroline Fleming, 1975年9月9日 ヴァルデマー城 - ）は、デンマークの貴族女性、ファッションモデル、テレビ番組司会者。出生時の姓名はカロリーネ・エリサベト・アダ・ユール＝ブロックドルフ（Caroline Elizabeth Ada Iuel-Brockdorff）。2003年から2011年までトーシンエ島のヴァルデマー城の所有主であった。男爵夫人の称号を持ち、複数の料理本や女性向け人生指南本を執筆したり、自作の香水を発表している他、ディスカバリー系の放送局チャンネル4内で2つのリアリティ番組の司会者を務めている。

## 経歴
ニールス・クラッベ・ユール＝ブロックドルフ男爵（Lensbaron Niels Krabbe Iuel-Brockdorff, 1938年 - ）とその妻マルガレータ・ロングレン（Margaretha Lundgren, 1950年 - 1986年）の間の長女として生まれた。17世紀にデンマーク海軍を率いた海軍提督ニールス・ユールの11代目の子孫にあたる。
2001年10月13日、イギリスで40番目に裕福と言われる富豪一族の子息ローリー・フレミング（Rory Fleming, 1968年 - ）と結婚した。夫はロバート・フレミング商会創業者の曾孫であり、作家イアン・フレミングの従甥にあたる。結婚に際し、カロリーネは法的には男爵夫人（女男爵）の称号を名乗る権利を失った。夫妻は間に1男1女をもうけた。長女の洗礼の代母は、カロリーネの友人であるデンマーク王太子妃メアリーが務めている。フレミング夫妻は2008年には離婚した。離婚の原因は、わずか6歳の長男を寄宿学校に入れようとする夫の厳格な教育方針にカロリーネが反対したことにあるとされた。英国のタブロイド紙「デイリー・エクスプレス」は、カロリーネは離婚時に婚家から慰謝料として400万ポンド（約500万ユーロ）を受け取ったと報じ、大きな反響を呼んだ。
2009年から2011年にかけ、同国人のサッカー選手ニクラス・ベントナーと交際していた。2010年12月16日には、ベントナーとの間の息子をロンドンで出産している。
2003年から2004年にかけ、生家のヴァルデマー城の共同所有権の株式80%を父男爵より2510万クローネ（およそ340万ユーロ）で購入した。しかし2011年に所有する城の株式全て（80%）を5200万クローネ（約700万ユーロ）で父に売却している。

## 著作
- Caroline Fleming (2009), Baronessen går i køkkenet, Kopenhagen: Lindhardt og Ringhof, ISBN 978-87-11-42042-3。
- Caroline Fleming (2010), Baronessens sunde fastfood, Kopenhagen: Lindhardt og Ringhof, ISBN 978-87-11-41229-9。
- Caroline Fleming (2010), Lykkelig nu!, Kopenhagen: Lindhardt og Ringhof, ISBN 978-87-11-41269-5。

## 番組司会
- Baronessen flytter ind
- Danmarks næste topmodel（英語版）[8]

## 引用
1. ↑  Adelsgeschlecht auf Valdemars Slot, abgerufen am 28. Juli 2012
2. ↑  Lotte Sørensen, James Kristoffer Miles: Afsløring: Derfor er baronessen stadig gift auf BT.dk vom 28. Juli 2011 , abgerufen am 27. Juli 2012 (dänisch)
3. ↑  Kenneth Klingenberg: Skilsmisse gør Caroline til milliardær auf fyens.dk vom 10. Juni 2008, abgerufen am 27. Juli 2012 (dänisch)
4. ↑  Adam Helliker: Fleming in £400m Divorce auf express.co.uk vom 10. Februar 2008, abgerufen am 27. Juli 2012 (englisch)
5. ↑  Christian Krabbe Barfoed: Bendtner kæmper for sin søn auf BT.dk vom 15. Dezember 2011, abgerufen am 27. Juli 2012 (dänisch)
6. 1 2  Jeppe Elkjær Andersen: Baronessen har solgt sit slot auf BT.dk vom 19. November 2011, abgerufen am 27. Juli 2012 (dänisch)
7. ↑  Lotte Scharff: Caroline Flemings søn skal arve slottet auf BT.dk vom 24. November 2011, abgerufen am 27. Juli 2012 (dänisch)
8. ↑  アメリカ合衆国・CWネットワークが放送する「America's Next Top Model」のデンマーク版番組で、2010年9月22日より放送開始。